# All My Love
"All of My Love" em português: Todo Meu Amor é uma canção da banda britânica de rock Led Zeppelin. Lançada em 15 de agosto de 1979, contida em seu oitavo álbum de estúdio In Through the Out Door. Creditado por Robert Plant e John Paul Jones, é uma música de ritmo lento, que possui um solo sintetizado de Jones e vocais realizados em um take por Plant. Ela foi escrita em homenagem ao filho de Plant, Karac, que morreu enquanto Led Zeppelin estavam em sua turnê norte-americana em 1977.

## Elogios
| Publicação     | país        | Elógio           | Ano  | Rank |
| -------------- | ----------- | ---------------- | ---- | ---- |
| Radio Caroline | Reino Unido | "Top 500 Tracks" | 1999 | 239  |

## Créditos
- Robert Plant – Vocal
- Jimmy Page – Guitarra
- John Paul Jones – Baixo elétrico e Sintetizador
- John Bonham – Bateria